# Auto Union
Az Auto Union 1932-ben alapított németországi autóipari egyesülés volt, majd az 1960-tól 1966-ig fennállt Auto Union  GmbH (Ingolstadt és Düsseldorf) a mai Audi AG közvetlen jogelődje.

## A négy cég egyesülése
Az egyesülés ötlete Jørgen Skafte Rasmussen gyárostól származott, aki ebben az időszakban a DKW és az  Audi autógyárak tulajdonosa volt. 1932-ben létre is jött az Auto Union nevű egyesülés Rasmussen két cége, továbbá a Horch és a Wanderer cégek részvételével. Az egyesülés alapvetően pénzügyi okokból történt – a nagy gazdasági világválság hatására ugyanis az Auto Unionban részt vevő cégek helyzete ingataggá vált (kivéve a DKW-t, amelyet nagymértékű motorkerékpár-eladásai tőkeerőssé tettek.)

## A második világháború előtt

### Személygépkocsik
Az Auto Union tagvállalatai megtartották formális jogi önállóságukat és továbbra is saját védjegyüket (típus- és modellneveket) használták.

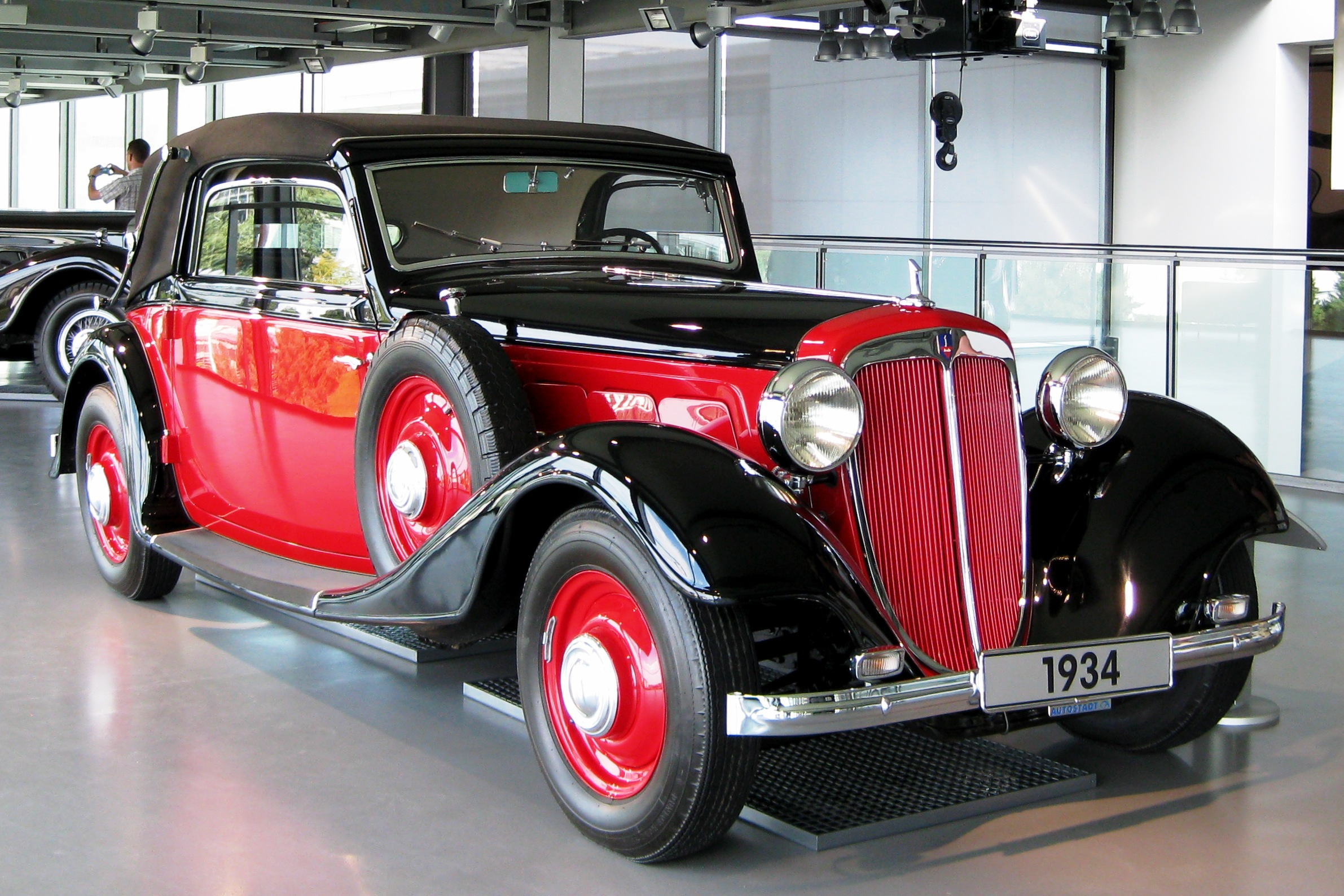
Audi Front UW 220
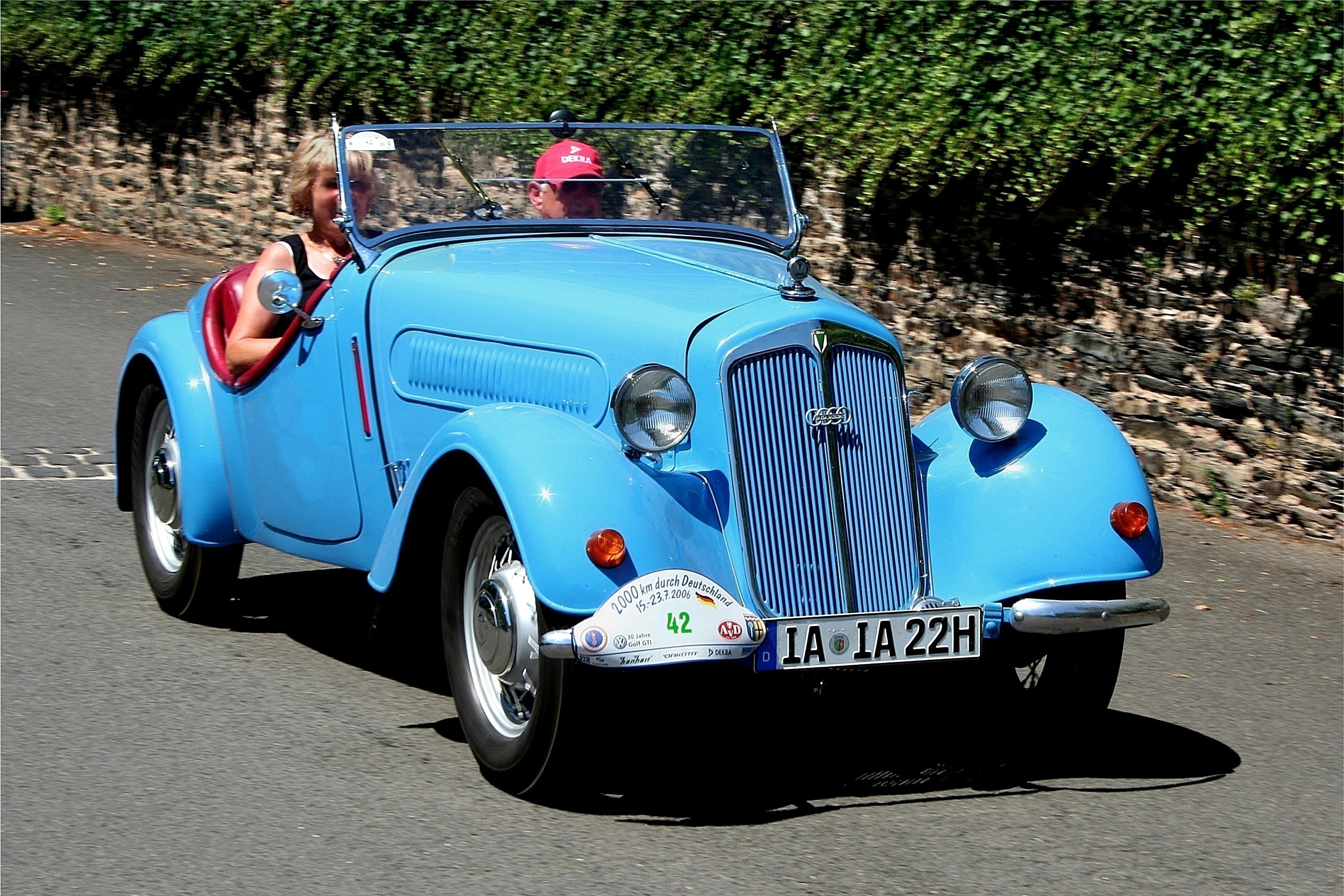
DKW (1938)
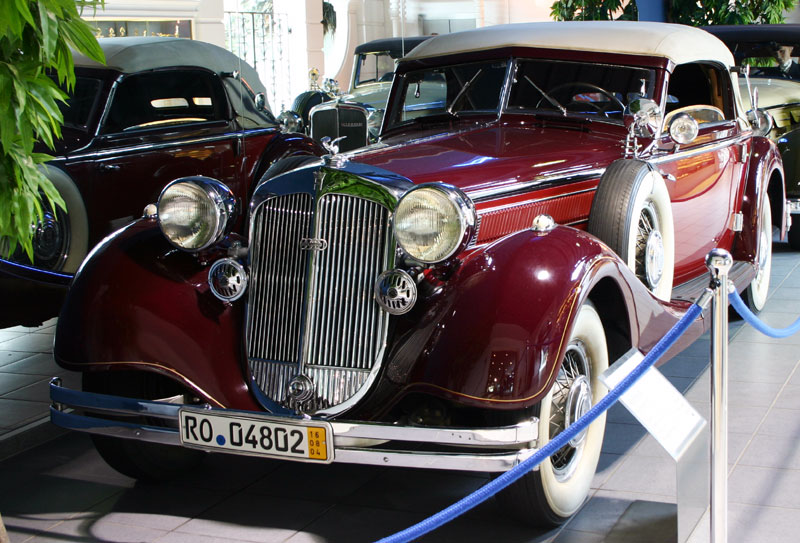
Horch 853
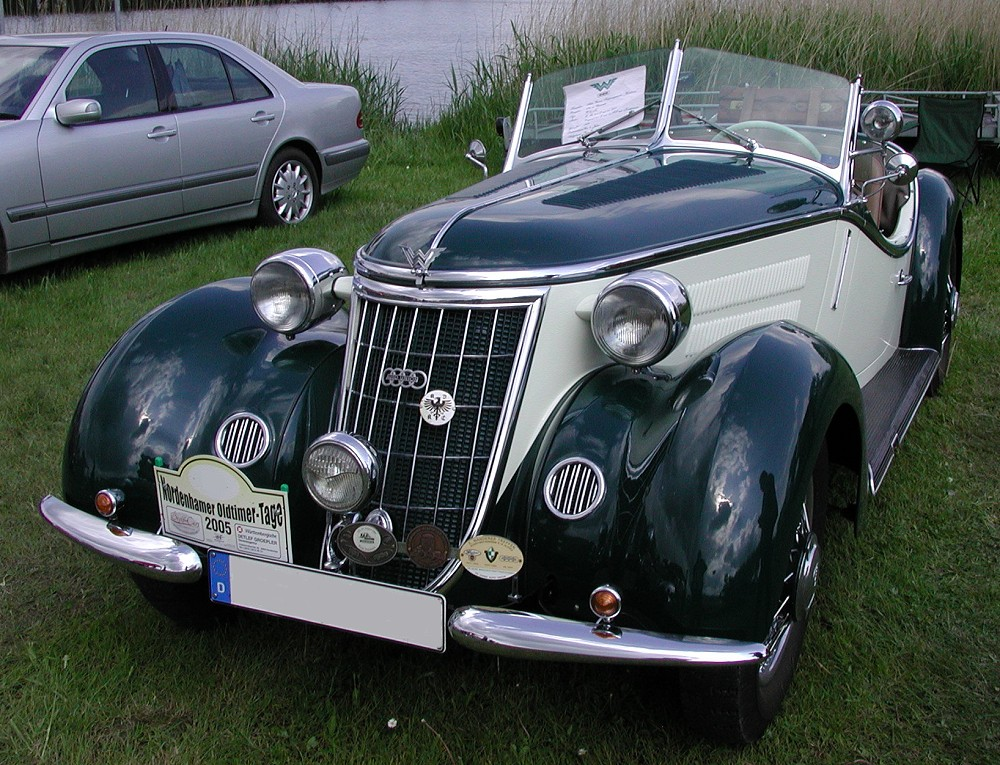
… Wanderer

### Versenyautók

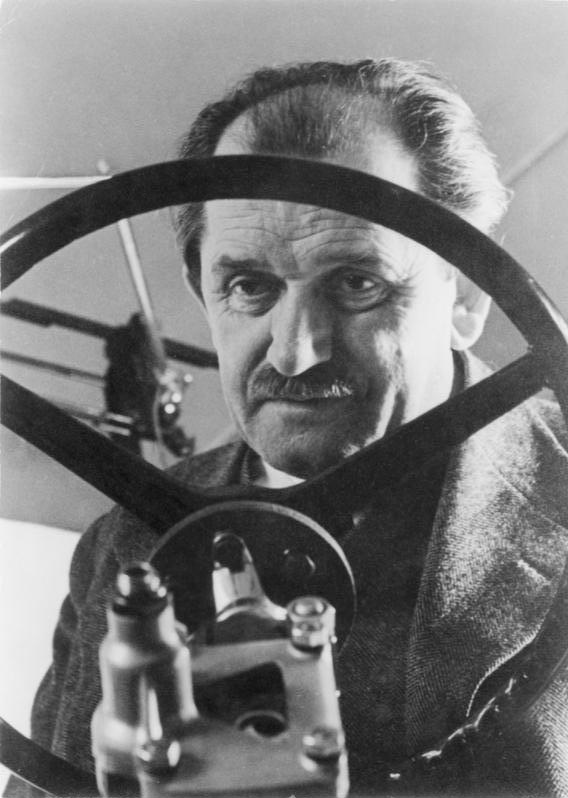
Ferdinand Porsche (1875-1951)

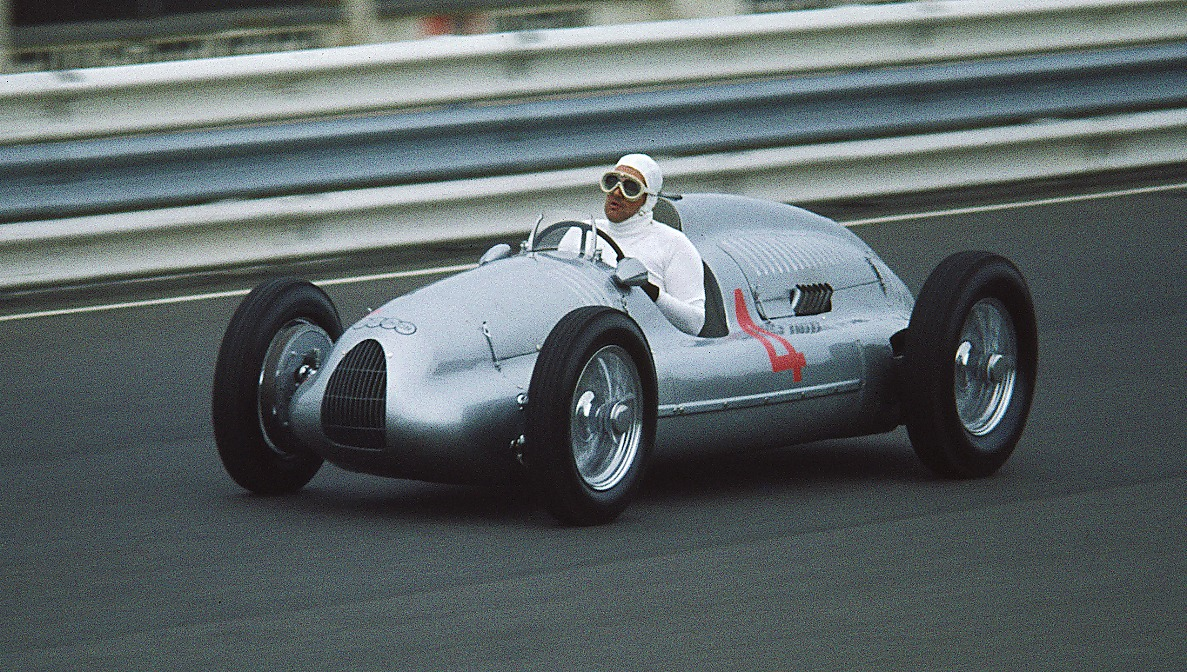
Auto Union Typ D versenyautó (1939)

Az Auto Union négykarikás emblémája csak a dr. Ferdinand Porsche által tervezett farmotoros versenyautókra került fel. (Az 1934. évi versenyautónak, az Auto Union A jelű modelljének V-16 hengeres, kompresszoros, 4360 cm³-es  motorja volt; a legnagyobb motorteljesítmény 4500 1/min fordulatszámon 216,9 kW (295 DIN-LE), az 1936. évi Auto Union C modellnek V-16 hengeres, kompresszoros motorja 382 kW (520 DIN-LE) teljesítményre volt képes. 1938-ban a lökettérfogatot kompresszor alkalmazása esetén 3:l-re korlátozták. Ekkor az Aut Union D jelű V-12 hengeres, 2990 cm3-es motorjának a legnagyobb motorteljesítménye 7000 1/min fordulatszámon 309 kW (420 DIN-LE) értéket ért el. A második világháború alatt az Auto Union tagvállalatai átálltak a haditermelésre, a nemzetiszocialista háborús célok kiszolgálására.

#### A Grand Prix  Silberpfeile
Silberpfeile (magyarul: Ezüstnyilak) névvel illeték az 1934-1939 közötti korszakban a Mercedes-Benz és az Auto Union versenyautókat.
| Auto Union modellek  | A • B • C • D |
| Versenyzők           | Bigalke • Burggaller • von Delius • Fagioli • Hasse • Hevdel • Kautz• Kluge • Leiningen • Meier • Momberger • Müller • Nuvolari • Pietsch • Rosemeyer • Sebastian • Stuck • Varzi |
| Kapcsolódó személyek | von Eberhorst (tervező) • Feuereissen (csapatfőnök) • Porsche (tervező) • Siebler (tervező) • Strobel (tervező) • Walb (csapatfőnök)                                              |

## A második világháború után
A második világháború után mind a négy tagvállalat autógyárai a szovjet megszállási övezetbe, majd az NDK-hoz kerültek; 1945-ben valamennyit államosították. Az 1949-ben 3 millió DM alaptőkével Ingolstadtban, immár az NSZK-ban újjáalakult Auto Union 1950-től kizárólag a DKW autók gyártását folytatta, az Auto Union DKW megjelöléssel (lásd DKW). Az egyetlen modell, amely kizárólag Auto Union típusnév alatt jelent meg, az Auto Union 1000 volt, amelyet 1958–1962 között gyártottak, kétütemű, háromhengeres, 981 cm³-es motorral, a DKW Sonderklasséhoz hasonló karosszériával. Volt egy roadster is, amelyből 1961–1965 között 1640 példány készült. 1965-ben jelent meg az első négyütemű motorral ellátott modell, Audi néven. Mind az Auto Union, mind a DKW típusnevek használatával 1966-tól felhagytak, s kizárólag az Audi típusnevet alkalmazták. 1969-ben a cég nevét AUDI NSU AUTO UNION AG-re változtatták, miután az Audi és az NSU cégek egyesültek. 1985. január 1-jétől már csak az Audi AG cégnevet használják.